# Lokaliseringsmärken
Lokaliseringsmärken, även kallade Vägvisningsmärken är en typ av vägmärken som ska visa vägen eller i vissa fall upplysa om viss service längs vägen. Lokaliseringsmärken är Vägverkets beteckning.
De visar vägen till olika mål men upplyser också om olika funktioner längs med vägen.

## Färger och annan variation mellan länder
Lokaliseringsmärken kan ofta ha olika färger på olika vägar, och färgerna kan variera betydligt mellan olika länder. Även utformningen på dem kan variera en hel del.
Konvention om vägmärken och signaler utgiven av FN:s ekonomiska kommission för Europa (UNECE) som är FN:s europeiska organ i Genève utgör standarden i Europa, även om just lokaliseringsmärkena varierar så mycket inom Europa att länder utanför Europa inte avviker så mycket mer.
I konventionen står det bara ungefär "ljus text på mörk bakgrund eller mörk text på ljus bakgrund och undvik rött".
Vanligt för normala landsvägar är vit text på blå eller grön bakgrund, eller svart text på gul eller vit bakgrund, men andra varianter finns i ett mindre antal länder. På motorvägar ska dock skyltarna enligt konventionen vara blå eller gröna med vit text, och inte samma som landsvägsmärken. Inom tätorter eller för det som anses som lokala mål är det ganska vanligt med särskilda vita skyltar med svart text.
För länder utanför Europa kan lokaliseringsmärkena avvika ytterligare. I princip gäller att ju längre bort från Europa desto större skillnad. Där finns det länder som inte ens särskiljer motorväg från landsväg. Särskilt har Nord- och Sydamerika eget system.
Märkena för serviceställen som post, restaurang, bensin med mera ska ha blå tjock ram i alla länder i Europa. De kan vara infällda i orienteringstavlor. Symbolerna går i många länder efter UNECE:s standard och är i princip lika i hela Europa. Utanför Europa varierar de.
Enligt konventionen ska länder med icke-latinska bokstäver skriva ortnamn och liknande på både sitt skrivsätt och med latinska bokstäver, vilket inte följs i alla dessa länder, till exempel inte i Ryssland och Ukraina där det oftast bara skrivs med kyrilliska bokstäver, däremot Grekland där det både skrivs med grekiska alfabetet och det latinska. I många länder i bland annat Mellanöstern och Nordafrika som t.ex. Egypten, Marocko, Israel och Libanon skrivs det både på latinska alfabetet och deras egna alfabet. I Israel skrivs det vanligtvis på tre alfabet på skyltarna. Där skrivs det på hebreiska alfabetet, arabiska alfabetet och på det latinska.
Språklig text (i första hand på tilläggstavlor), som till exempel "Gäller ej behörig trafik" skrivs bara på landets språk.

## Normala lokaliseringsmärken
Denna förteckning innehåller svenska vägmärken. Andra länder har delvis avvikande utseende när det gäller lokaliseringsmärken, och en del som inte finns i Sverige.

### Orienteringstavla
Denna skylt sitter en bit före en korsning och ska underlätta genom att visa vilka vägar som leder till olika platser. Skylten sitter uppsatt cirka 500 meter före en vägkorsning.

### Tabellvägvisare
Denna skylt brukar sitta strax före vissa vägkorsningar. Den visar vägen och vägnummer till de olika alternativ som finns att välja.

### Orienteringstavla vid förbjuden vänstersväng
Denna skylt sitter en bit före en korsning och ska underlätta genom att visa vilka vägar som leder till olika platser. Skylten visar att vänstersväng är förbjuden och att trafikanterna istället ska köra av till höger för att sedan åka över vägen. Denna princip kallas spanska svängen. Skylten sitter uppsatt cirka 500 meter före en vägkorsning.

### Vägvisare för allmän väg
Denna skylt är en vägvisare för allmän väg. Denna sätts upp i vägkorsningar och den blå färgen visar att vägen som den hänvisar till är allmän väg. För vissa länder gäller blå färg att detta är allmän väg. Färgen kan skilja sig beroende på land. För mer information om skyltens färg, se Färger på vägvisningsmärken.

### Vägvisare till motorväg och motortrafikled
Denna skylt är en vägvisare för motorväg och motortrafikled. Denna sätts upp i vägkorsningar och den gröna färgen visar att vägen som den hänvisar till är motorväg eller motortrafikled. I vissa länder är denna skylt blå, och där är motsvarande skylt för allmän väg/landsväg av annan färg än just blått. Exempel på dessa länder är Tyskland och Storbritannien. För mer information om skyltens färg, se Färger på lokaliseringsmärken.
Även andra vägvisningsmärken kan ha motorvägsfärg. De kan sitta längs med motorvägen och visa på dess fortsättning, medan skyltar som visar avfarternas mål kan ha landsvägsfärg. I bland annat Sverige och Frankrike är det till exempel så, medan i Tyskland och Storbritannien är sådana skyltar helt i motorvägsfärg.

### Vägvisare till lokalt mål i tätort
Denna skylt är en vägvisare till ett lokalt mål i en tätort. Det handlar oftast om stadsdelar och förorter. Det vanligaste är att skylten är vit som på bilden. avvikelser kan förekomma. För mer information om skyltens färg, se Färger på vägvisningsmärken.

### Vägvisare för enskild väg
Denna skylt är en vägvisare för enskild väg. Denna sätts upp i vägkorsningar och den gula färgen visar att vägen som den hänvisar till är enskild väg. Skylten ska inte förväxlas med skyltar för allmän väg/landsväg i vissa länder som till exempel Tyskland. Begreppet "enskild väg" är inte så vanligt och finns mest i ett fåtal länder, som bland annat Sverige. Vägstandarden är i allmänhet låg på dessa vägar. I flera andra länder skyltas motsvarande vägar med normala skyltar med samma färg som för allmän väg/landsväg.
Som exempel på vägvisare för enskild väg har sedan 1950-talet använts Loftbacken. Skylten liknar mycket de vägvisningsskyltar som användes före 1960-talet för allmänna vägar.

### Vägvisare till inrättning m.m.
Denna skylt är en vägvisare som kan visa inrättningar och byggnader. Den kan också visa företeelser. Vanliga saker som skylten kan visa är till exempel skola eller förskola. På mindre vägar ute på landet visar denna typ av skyltar ofta olika saker som säljs som till exempel ägg eller antika möbler. Skyltarna kan beställas av privatpersoner mot betalning för att de ska sättas upp på vägarna. På stora landsvägar ger man helst inte tillstånd till företag, eftersom man av trafiksäkerhetsskäl vill undvika inbromsningar och vänstersvängar för impulsköp.
Enligt FN-konventionen ska sådan här text skrivas endast på landets språk, vilket också nästan alltid sker. Ett av få undantag är "Rum och Frukost", som i vissa fall kan tillåtas med texten "Bed & Breakfast".

### Körfältsvägvisare
Denna skylt visar hur körfälten är ordnade för hur man ska köra. Den visar de valmöjligheter som finns och ger en anvisning om hur man ska välja körfält med hänvisning till platserna. Den brukar sitta på portaler ovanför vägen. I vissa länder som bland annat Sverige och Tyskland pekar pilarna uppåt medan andra länder som Frankrike och Schweiz istället har pilar som pekar nedåt.

### Förberedande upplysning om avfart från motorväg eller motortrafikled
Denna skylt upplyser om en kommande avfart på en motorväg. Skylten talar om avståndet till avfarten och hänvisar till de platser som de anslutande vägarna leder till. Färgerna på skyltarna kan variera något i olika länder, för mer information om skyltarnas färger, se Färger på vägvisningsmärken.

### Förberedande upplysning om avfart från annan väg än motorväg eller motortrafikled
Denna skylt upplyser om en kommande avfart på en landsväg eller andra typer av vägar som inte är motorväg eller motortrafikled. Skylten talar om avståndet till avfarten och hänvisar till de platser som de anslutande vägarna leder till. Färgerna på skyltarna kan variera något i olika länder, för mer information om skyltarnas färger, se Färger på vägvisningsmärken.

### Avfartsvisare på motorväg
Denna skylt finns uppsatt direkt vid avfarten på motorvägen.

### Märken för vissa ändamål, lastbil
Skylten visar att någon viss funktion berör lastbilar. Dessa märken är egentligen tilläggstavlor, men används också infällt i vägvisare och orienteringstavlor.

### Märken för vissa ändamål, personbil
Skylten visar att någon viss funktion berör personbilar. 

### Märken för vissa ändamål, buss
Skylten visar att någon viss funktion berör bussar.

### Märken för vissa ändamål, flygfält
Denna skylt hänvisar till flygplats eller flygfält.

### Märken för vissa ändamål, flygfält (riktning rakt fram)
Denna skylt hänvisar till flygplats eller flygfält med riktning rakt fram.

### Märken för vissa ändamål, färja
Denna skylt hänvisar till färja.

### Ortnamnsmärke
Detta är en skylt som visar ortnamn och namn på platser. För denna skylt gäller inga särskilda trafikregler. Den står vid en tätorts början. För orter med 50-gräns används ofta skylten Tättbebyggt område istället.
I en del länder betyder skylten med ortnamn samma sak som skylten Tättbebyggt område, det vill säga 50 km/h. I Tyskland betyder ortnamnsskylt med gul bakgrund 50 km/h, medan ortnamnsskylt med grön bakgrund inte påverkar hastigheten. I Sverige har den blå skylten samma funktion som den gröna i Tyskland.

### Namn på vattendrag
Detta är en skylt som visar namn på floder, åar, älvar bäckar och andra former av vattendrag. Den innebär inga speciella trafikregler.

### Vägnummermärke, europaväg
Skylten visar vägnummer för europaväg. Europavägar har gröna vägnummerskyltar enligt FN:s europavägskonvention.

### Vägnummermärke, riksvägar och länsvägar
Skylten visar vägnummer för riksväg och länsväg eller motsvarande beroende på land. Skyltarna utgår från en nationell standard och varje land i Europa har sin egen nationella standard på dessa vägnummermärken. Färgerna varierar mycket. Det är vanligt att de har samma färger som de märken som visar vägen till orter mm, men det är inte alltid så. Många länder har särskilda färger för motorvägar, ofta blå bakgrund, men ofta även röd eller annan bakgrund.
Vissa länder har även vägnummermärken med en annan form som exempelvis Ungern och Grekland och vissa utomeuropeiska länder som till exempel USA och Kanada som har format dessa vägnummermärken som vapensköldar. Formen på den här skylten kan i stort sett se ut hur som helst. Den kan också ha i stort sett vilken färg som helst också. Det enda de kan ha gemensamt är att alla länder brukar hålla sig till principen om mörka siffror på ljus bakgrund eller ljusa siffror på mörk bakgrund. I en del länder finns även bokstäver med i dessa vägnummer.

### Avstånd till tunnelns slut
Denna skylt visar avstånd till tunnelns slut. Skylten används ofta i långa tunnlar. Skylten finns i flera länder och i FN-konventionen.

### Vägvisning fram till numrerad väg
Denna skylt visar hänvisning till väg med det nummer som finns på skylten. Den streckade linjen visar att det är en hänvisningsskylt.

### Vägnummermärke vid omledning av trafiken
Vita vägnummerskyltar gäller vid omledning av trafiken, när den ordinarie vägen är avstängd. Dessa vägnummerskyltar är dock permanent uppsatta så att de är tillgängliga vid trafikstörningar. Dessa vägar har normalt sämre vägstandard än de ordinarie vägarna. I Tyskland finns blå skyltar med U och ett nummer som inte har med ordinarie vägnummer att göra. Vid trafikstörningar kan radion rekommendera en viss U-väg.

### Avståndstavla
Detta är en skylt som visar avstånden till olika platser. Avstånden anges i kilometer. Det är vanligt med ett infällt vägnummermärke överst.

### Avfartsnummer
Detta är ett avfartsnummer. Allt fler motorvägar och motortrafikleder börjar få denna funktion. Trafikplatserna eller moten på motorvägarna är numrerade i en logisk följd med låga nummer i ett väderstreck och höga i ett annat. 
Bilden visar en version som är framtagen efter rekommendationer från EU och finns i bland annat Sverige, Frankrike och Tjeckien. Även vissa länder som bland annat Schweiz har följt EU:s standard på skyltar. Andra länder har helt egna versioner som inte alls liknar EU:s version trots att de i vissa fall till och med är med i EU som till exempel Danmark. Normalt är det FN som styrt standarden, men EU har också på senare år styrt.

### Samlingsmärke
Denna skylt visar vilket ortnamn på skyltarna man ska följa, för att komma till flera andra orter.

### Lokaliseringsmärke för farligt gods
Denna skylt hänvisar trafik med farligt gods. Det görs med avsikt att skydda andra platser från detta då en olycka med farligt gods kan bli katastrofal.

### Turistväg
Denna skylt visar att det är en turistväg. Symbolen finns längs med en väg som har ett flertal sevärdheter. I allt fler länder i Europa har det på senare år blivit allt vanligare att platser för turister skyltas med bruna skyltar.

### Turistområde
Denna skylt visar att det är ett turistområde. Symbolen finns längs med en väg som har ett flertal sevärdheter.

### Landmärke
Denna skylt visar att det är ett landmärke.

### Världsarv
Denna skylt visar vägen till en sevärdhet på FN:s världsarvslista.

### Vägvisning vid tillfälliga arrangemang
Denna skylt är en vägvisare som visar tillfälliga arrangemang. Det kan handla om idrottstävlingar, mässor, utställningar och annat. Skylten tas bort när arrangemanget är över. Färgen på den här sortens skyltar varierar mellan olika länder.

### Märke för trafikantslag, cykel- och mopedtrafik
Skylten visar att någon viss funktion berör cyklar. Dessa märken är egentligen tilläggstavlor, men används också infällt i vägvisare och orienteringstavlor, står alltså inte ensamma.

### Märke för trafikantslag, gående
Skylten visar att någon viss funktion berör fotgängare. Denna skylt är förvillande lik skylten för gågata, även om denna skylt inte används ensam utan infällt i vägvisare, eller som tilläggstavla.

### Märke för trafikantslag, rörelsehindrade
Skylten visar att någon viss funktion berör rörelsehindrade.

### Orienteringstavlor
Denna skylt sitter en bit före en korsning och ska underlätta genom att visa vilka vägar som leder till olika platser. Skylten sitter uppsatt på cykelväg.

### Vägvisare
Denna skylt är en vägvisare för cyklister. Den sätts upp vid korsningar på cykelvägar. Skylten gäller även mopeder om inget annat anges.

### Ortnamnsmärke
Detta är en skylt som visar ortnamn och namn på platser och sitter uppsatt på cykelväg.

### Avståndstavla
Detta är en skylt som visar avstånden till olika platser. Avstånden anges i kilometer. Skylten sitter uppsatt på cykelväg.

### Cykelledsmärke
Denna skylt visar en s.k. cykelled.

### Radiostation för vägtrafikinformation
Denna skylt upplyser om en radiostation med väginformation. Skylten visar frekvensen för radiostationen.

## Vägvisningsmärken till serviceställen
Märkena för serviceställen som post, restaurang, bensin m.m ska ha blå tjock ram i alla länder i Europa. De kan enligt FN-konventionen ha grön ram också, men detta är inte vanligt. De kan också vara infällda i orienteringstavlor, i så fall med bara tunn ram.
I en del länder är de högre än de är breda. Då finns det ett större blått fält i nedre delen, som kan rymma en avståndsangivelse eller en riktningspil.

### Post
Denna skylt visar att det finns ett postkontor i närheten. Postsymbolen kan skilja sig något i olika länder. Oftast har de ett posthorn men det kan vara med eller utan krona beroende på vad som är brukligt inom landet. En tendens är att monarkier har krona (till exempel har Sverige, Belgien, Spanien, Norge, Danmark, Storbritannien och Holland det), medan republiker inte har det.

### Telefon
Denna skylt visar att det finns någon form av telefon. Skylten kan betyda att det finns en telefonautomat i närheten. Den kan också betyda att det finns en nödtelefon. När den visar en nödtelefon brukar den även vara kompletterad med texten SOS som ska visa att det är en nödtelefon och inte en vanlig. Skylten är med i FN-konventionen.

### Informationsställe
Denna skylt visar att det finns någon form av informationsställe för vägfarande. Det kan ofta handla om ett informationsställe längs med en väg som är försedd med en karta och information om omgivningen. Den kan också användas för att hänvisa till bemannade turistinformationer.

### Verkstad
Denna skylt används för att hänvisa till verkstad. Den är med i FN-konventionen.

### Bensinstation
Denna skylt visar att det finns en bensinstation. Längs med motorvägar är denna symbol mycket vanlig för att visa vilka avfarter som ansluter till bensinstationer. Många gånger finns även symbolerna för de bolag som bensinstationerna tillhör för att underlätta för trafikanter som har speciella kort för vissa bolag. Vanliga i en del länder är särskilda motorvägsbensinstationer, en på varje sida utan anslutning med andra vägar. Skylten är med i FN-konventionen.

### Servering
Denna symbol visar att det finns servering av enklare form. Det rör sig mest om kaféer där man kan ta en kopp kaffe, dricka läsk, äta en bulle eller liknande. Skylten är med i FN-konventionen.

### Restaurang
Denna symbol visar att det är ett komplett matställe som serverar lagad mat. Det kan vara allt ifrån ett enklare matställe till en mer lyxig restaurang. På sina håll används den till hamburgerrestauranger där man inte äter med bestick. Skylten är med i FN-konventionen. Den kan skilja sig något. I vissa länder är besticken avbildade korslagda medan i en del andra länder ligger de rakt sida vid sida.

### Hotell
Denna symbol visar att det finns ett hotell eller annan form av övernattningsställe. Det kan vara allt ifrån ett enklare hotell som finns i anslutning till vägen till ett hotell av hög klass. Priserna kan variera. Skylten är med i FN-konventionen.

### Rastplats
Denna symbol visar att det finns en rastplats längs med vägen. Rastplatser skall ha sittplatser och toaletter, åtminstone. Skylten är med i FN-konventionen om vägmärken, där det dock inte står något om standardkraven på rastplatserna. Det står det däremot i FN:s konvention om europavägar, där man rekommenderar dricksvatten, handikapptoaletter, bord, sittplatser, och regnskydd.
Trädet är en gran i de flesta länder i Europa, även i länder där granar inte är vanliga. I Australien har man ett liknande märke, fastän med ett Eukalyptus-träd, som är den vanligaste trädarten där.

### Toalett
Detta är en symbol för att det finns en toalett längs med vägen. Det rör sig oftast om speciella toaletter speciellt avsedda för trafikanterna på vägen. Toaletternas standard kan variera, från riktiga toalettanläggningar till torrdass. Även på motorvägar kan det vara enkla torrdass. I vissa länder används texten WC istället för en toalettsymbol. I vissa länder är skylten mindre vanlig då rastplatser eller Bensinstationer också brukar ha det utan att det skyltas separat.

### Första hjälpen eller sjukhus
Denna skylt finns uppsatt där det antingen finns första hjälpen eller ett sjukhus med akutvård. Skylten är med i FN-konventionen, där man tillåter i princip valfri symbol. Skylten har symbolen med Röda korset främst i kristna länder. I muslimska länder visas Röda halvmånen istället på skylten. I Israel visas oftast Röda davidsstjärnan.

### Industriområde
Symbolen visar vägen till ett industriområde.

### Vandrarhem
Symbolen visar vägen till ett vandrarhem. Dessa har i regel betydligt enklare standard än riktiga hotell. Skylten är med i FN-konventionen.

### Stugby
Symbolen visar vägen till en stugby.

### Uppställningsplats för husvagnar
Denna symbol visar att det finns en uppställningsplats för husvagnar. Oftast brukar det vara en avgift för att ställa upp en husvagn på ett sådant ställe. Skylten är med i FN-konventionen.

### Uppställningsplats för husbilar
Denna symbol visar att det finns en uppställningsplats för enbart husbilar. Också kallas ställplats.

### Campingplats
Den här märket talar om att här kan man ställa upp tält eller husvagn. Skylten är med i FN-konventionen. 
Det finns ett stort antal campingplatser i flera europeiska länder. En campingplats är klassificerad i 5 klasser, i form av stjärnor. Ju fler stjärnor desto bättre standard. Det finns åtminstone dricksvatten, toalett och dusch, och oftast elanslutning och butik.
FN-konventionen har en skylt med både tält och husvagn på, som ska visa campingplats för både tält och husvagnar. I en del länder används bara skylten med tält för campingplatser.

### Badplats
Symbolen visar att det finns en badplats. Det handlar då om badplatser i havet eller i insjöar. Skylten kan också avse en simhall.

### Sevärdhet
Denna symbol hänvisar till en sevärdhet av något slag.

### Friluftsområde
Detta är en symbol för friluftsområde. Det kan ofta handla om en plats där det kan finnas möjligheter till att tälta men även campingplatser kan förekomma.

### Vandringsled
Denna skylt hänvisar till en vandringsled. Den är med i FN-konventionen.

### Stollift
Denna skylt kan finnas i anslutning till skidorter. Den visar att det finns skidlift av typen stollift. 

### Släplift
Denna skylt kan finnas i anslutning till skidorter. Den visar att det finns skidlift av typen släplift, men inte stollift.

### Försäljningsställe för fiskekort
Skylten visar att det finns ett försäljningsställe för fiskekort. Den finns oftast i anslutning till sjöar eller hav.

### Golfbana
Detta är en symbol som visar att det finns en golfbana.

### Brandsläckare
Detta är en symbol för en brandsläckare. Skylten används oftast i tunnlar.

### Kyrka
Denna skylt visar vägen till en kyrka. Den finns inte i vissa länder.

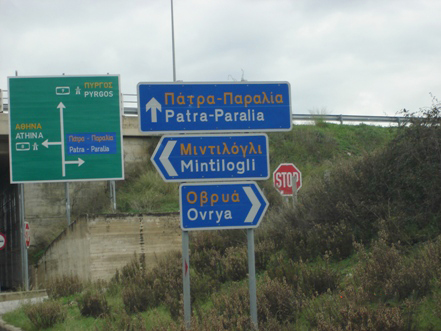
Grekisk landsvägsskylt, med motorvägsskylt i bakgrunden. I Grekland är det grön bakgrund till motorväg och blå för landsväg precis som i Sverige.
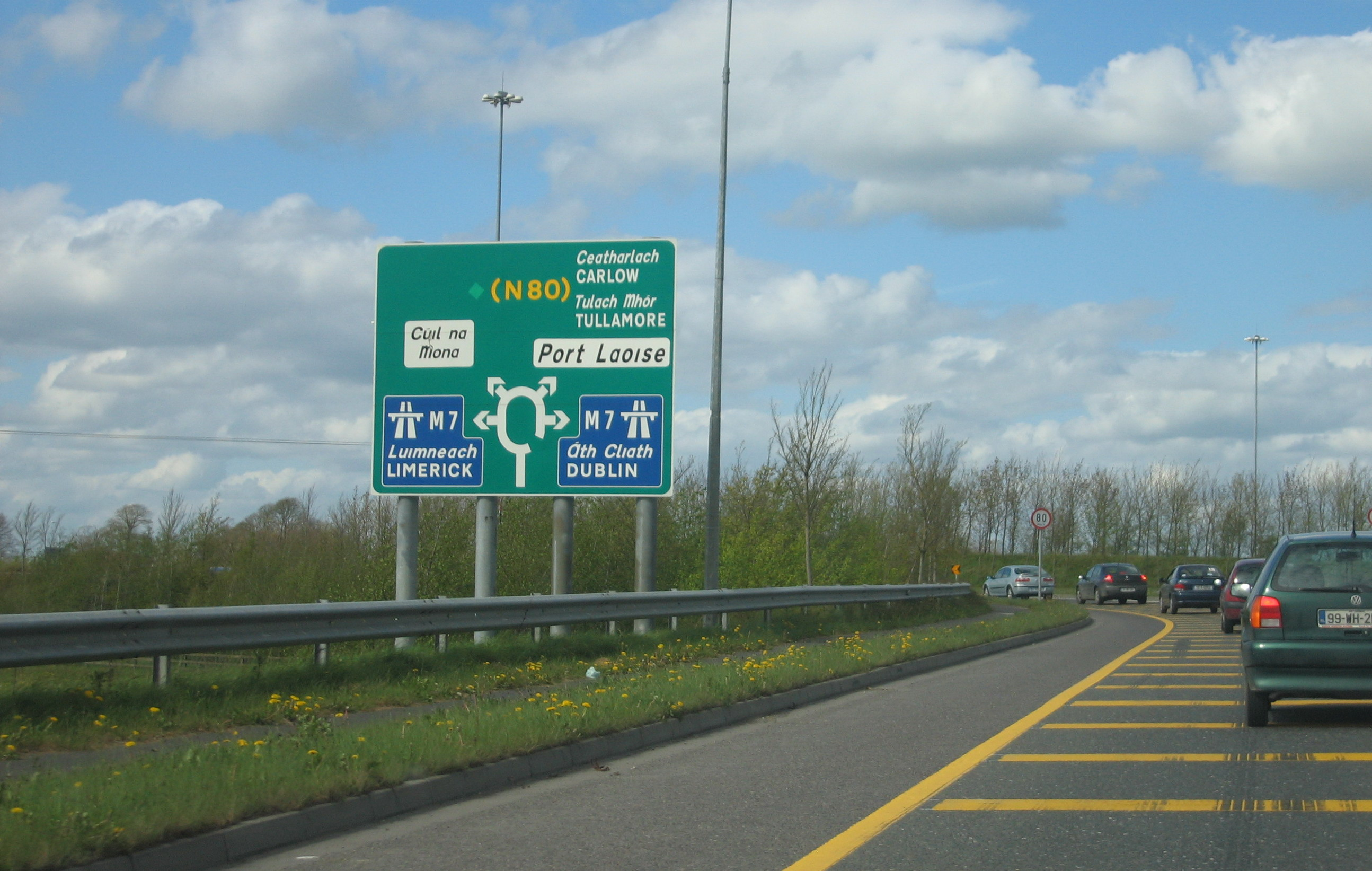
Irland har grön bakgrund på riksvägar, men vit bakgrund på mindre vägar.
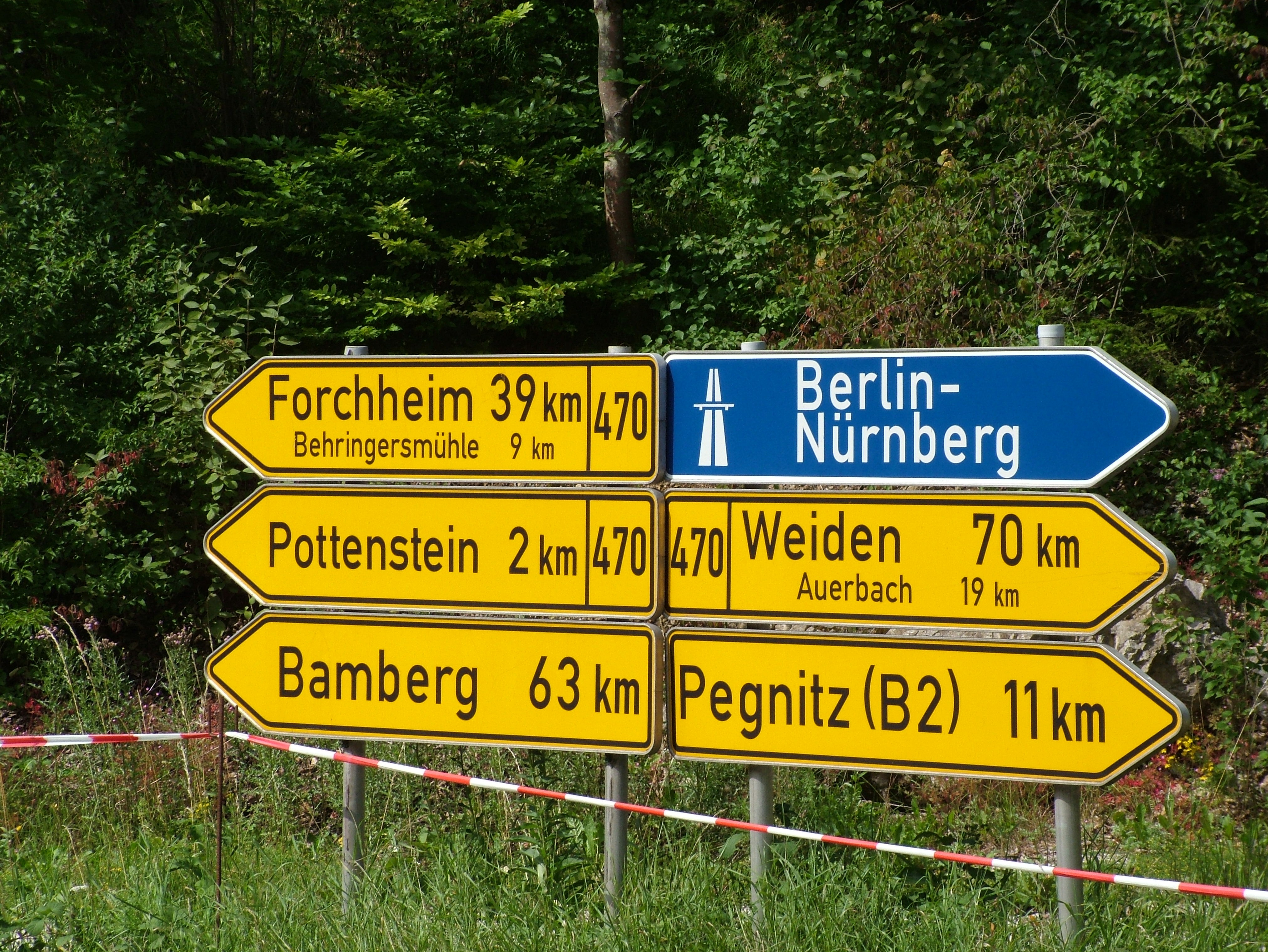
I Tyskland är det gul bakgrund för landsväg och blå för motorväg.
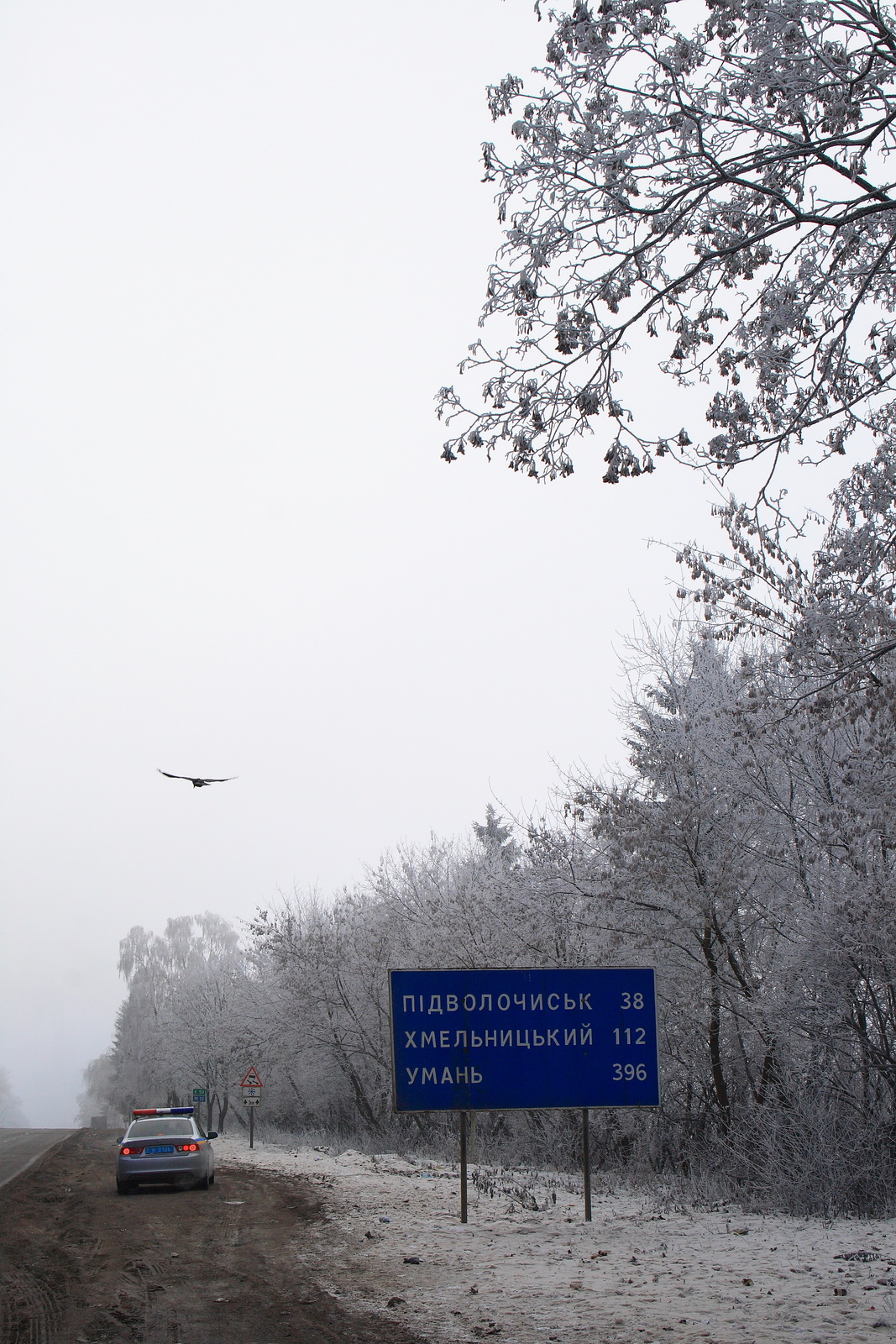
Skylt på E50 i Ukraina. Bara kyrilliska bokstäver. Den blå bakgrunden visar att det är landsväg. Motorväg har grön bakgrund i Ukraina.